# 39
 Тази статия е за 39-ата година от новата ера.  За числото 39 вижте 39 (число).  За други значения вижте 39 (пояснение).
39 (тридесет и девета) година е обикновена година, започваща в четвъртък по юлианския календар.

## Събития

### В Римската империя
- Трета година от принципата на Гай Цезар Германик Калигула (37 – 41 г.)
- Консули на Римската империя са Калигула (за 2-ри път) и Луций Апроний Цезиан.
- Суфектконсули стават Квинт Санквиний Максим, Гней Домиций Корбулон, Гней Домиций Афер и Авъл Дидий Гал.
- Калигула се развежда с Лолия Павлина и се жени за Милония Цезония.[1]
- Клавдий се развежда и се жени за Валерия Месалина.[1]
- Управителят на Горна Германия Гней Корнелий Лентул Гетулик е обвинен в конспирация срещу императора, осъден и екзекутиран.
- Марк Емилий Лепид, който е вдовец на починалата сестра на императора Юлия Друзила, е арестуван и екзекутиран след като е обвинен в конспирация за узурпиране на властта и в прелюбодеяние с двете живи сестри на Калигула, които са наказани със заточение.
- Калигула се подготвя за кампания срещу германските племена отвъд река Рейн.
- Филон Александрийски е част от еврейска делегация, изпратена до императора във връзка с Александрийския погром.[2]

#### В Юдея
- Ирод Антипа е свален от власт и заточен, а неговите владения са дадени през следващата година на Ирод Агрипа I.[3]

## Родени
- 3 ноември – Марк Аней Лукан, римски поет († 65 г.)
- 30 декември – Тит, римски император († 81 г.)

## Починали
- Сенека Стари – римски реторик и писател (роден 54 г. пр.н.е.)
- Марк Емилий Лепид – римски политик (роден 6 г.)
- Гней Корнелий Лентул Гетулик – римски политик, историк и поет (роден 8 г. пр.н.е.)
- Корнелия Лентула – знатна римлянка
- Гай Калвизий Сабин – римски политик
- Авъл Авилий Флак – римски конник и префект (32 – 38 г.) на Египет